# Valentí Fargnoli i Annetta
Valentí Fargnoli i Iannetta (Barcelona, 12 de abril de 1885 -Gerona, 7 de abril de 1944),fue uno de los fotógrafos más destacados de las comarcas gerundenses durante la primera mitad del siglo XX. Hablaba italiano, alemán, francés, catalán y castellano. Su hermano, Adolf Fargnoli, fue un conocido especialista en la talla de arquetas y cajitas de madera, muy blasmadas por Salvador Dalí.

## Biografía
Fargnoli nació en una pensión de la Rambla de Barcelona a finales del siglo XIX, en 1885. Sus padres, Antoni Fargnoli Rossi y Maria Iannetta Vetranio, eran dos inmigrantes provenientes de Belmonte di Castel·lo un pueblecito cercano a Nápoles, Italia, que fueron a Barcelona a casarse y probar fortuna. Parece que nació casualmente, ya que sus padres tenían la intención de volver a Italia para que su primer hijo naciera allí pero el parto se adelantó poco antes de que la familia pudiera embarcarse. Un día después fue bautizado en la parroquia de San José, actualmente de Santa Mónica con el nombre de Valentí Miquel Umberto. A los pocos días de nacer Valentí, los embarcó junto a sus padres hacia Belmonte di Castelo, donde nacerían posteriormente sus hermanos.
De nuevo en Cataluña, Fargnoli se instaló en Verges, para trasladarse al poco tiempo a la capital gerundense. Su primera fotografía documentada data de 1901, una fotografía en la antigua muralla del Peso de la Paja en Gerona. Poco después, el 8 de abril de 1904, fotografiaría la visita del rey Alfonso XIII a Barcelona, convirtiéndose en proveedor de la casa real y documentando en 1906 la boda del rey con Victoria Eugenia. En 1910 se marchó a Argentina a probar suerte como fotógrafo, pero al año volvería a Cataluña, donde empezaría a publicar sus fotos en el Suplemento Literario del Autonomista.
Se ganaría la vida vendiendo postales fotográficas, desplazándose en bicicleta por los diferentes pueblos y aldeas de las comarcas gerundenses, así como colaborando con el Archivo de Adolf Mas i Ginestà. Se casó con Rosa Vilaseca Grèbol, de Maçanet de la Selva.
Entre 1925 y 1929 tomó muchas fotografías promocionales de las orquestas locales. En 1933 el Ayuntamiento de Gerona le hizo su primer encargo, fotografiar dos escuelas públicas construidas durante el período de la Segunda República Española.
Al poco de estallar la guerra civil española, el 15 de octubre de 1936, depositó en el Servicio de Documentos de la Comisaría Delegada de la Generalidad de Cataluña, un haz de 463 negativos. Se cree que algún delegado de la Generalitat se llevó parte de ese archivo a Francia, donde desafortunadamente fueron destruidos.
Finalizada la guerra, entre 1942 y 1943 recibió otro encargo del Ayuntamiento de Gerona, fotografiar todas las masías históricas de la provincia. Moriría el 7 de abril de 1944 en Gerona. Pese a pasar gran parte de su vida en Gerona, el fotógrafo conservó su nacionalidad italiana.
Una vez muerto, sus herederos y familiares fueron vendiendo poco a poco los negativos que conservaban y las inundaciones que hubo en la ciudad en 1962 dañaron la parte del archivo que entonces todavía perduraba, adquirido anteriormente por el fotógrafo Martí de Gerona.
En junio de 2011 el INSPAI, Centro de la Imagen de la Diputación de Gerona (CRDI) incorporó 7.000 nuevas imágenes, donde se encontraban obras de Valentí Fargnoli, Sebastià Martí Roura y Sebastià Martí Calvo.

## Obra
Su obra consta de fotografía documentalista de monumentos y parajes catalanes, así como de retratos y fotografías de grupo tomadas por encargo. Principalmente recorrió los municipios cercanos a Gerona, pero se tiene constancia de que llegó a fotografía zonas más alejadas como el Ripollès.
Su sistema de trabajo se basaba en tomar fotografías durante el día, volver a Gerona al atardecer, revelar las fotos durante la noche, dejándolas 24 horas en remojo, para después secarlas. Gran parte de sus fotografías se han mantenido en muy buen estado de conservación hasta la actualidad. Se dice que utilizaba materiales de producción propia, que Fargnoli se creaba su revelador, fijador y otros.
Sus fotografías son fácilmente reconocibles, ya que es de los pocos fotógrafos de la época que databa y firmaba el negativo. Según su hija, Fargnoli firmaba sólo las fotos que consideraba buenas.
También otros hechos importantes que inmortalizó con su cámara fotográfica fueron lluvias, riadas e inundaciones; de las que vale la pena destacar las ocurridas en Amer en septiembre de 1926.[cita requerida]

## Publicaciones
- Valentín Fargnoli Annetta. Història Gràfica 1909-1944. Girona vista per Fargnoli.[8]

El 2011 el ayuntamiento de Gerona, junto con el  editorial Rigau Editores,  publicaron dos volumenes dedicados a su obra, con una selección de 160 fotografías.
- GRASSOT i RADRESA, Marta. Valentí Fargnoli 1885 - 1944 : de la fotografia artística a la Nova Objectivitat : imatges de la Col·lecció Mascort. Torroella d Montgrí : Fundació Mascort, 2013. ISBN 9788461669288
- Valentí Fargnoli : una memòria persistent. [Coordinació: Àngels Miralles Bellmunt]. Gerona : Diputación de Gerona. Àrea de Cultura, Noves Tecnologies, Esports i Benestar : INSPAI Centre de la Imatge, 2019.[10]

## Exposiciones relevantes
- 1985 - Centenari Valentí Fargnoli Sala Fidel Aguilar, Gerona.[11]
- 2013 - Valentí Fargnoli 1885 - 1944: de la fotografía artística a la Nova Objectivitat: imatges de la Col·lecció Mascort.[12]

## Premios y reconocimientos
- 1918 - premio de honor, Instituto Agrícola Catalán de Sant Isidro de Barcelona.
- Tiene una calle dedicada en la ciudad de Gerona.